# وندربیلت (کالیفرنیا)
وندربیلت، کالیفرنیا (به انگلیسی: Vanderbilt, California) یک شهر متروکه در ایالات متحده آمریکا است که در شهرستان سن برناردینو، کالیفرنیا واقع شده‌است.